# Pygora
Pygora là một loài bọ cánh cứng trong họ Scarabaeidae, phân họ Cetoniinae, phân bố thành dải ở Madagascar.

## Hình ảnh

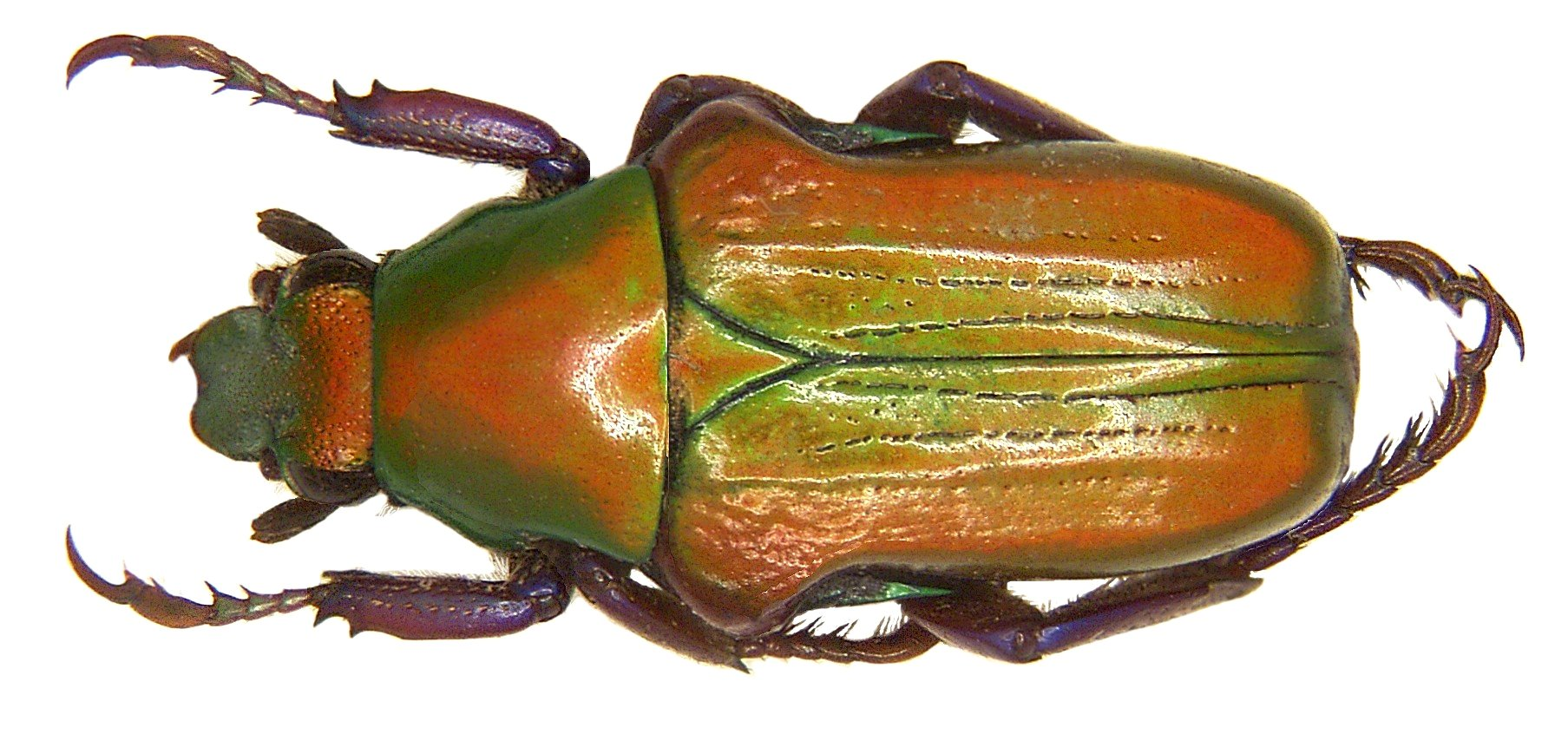